# Enterobius

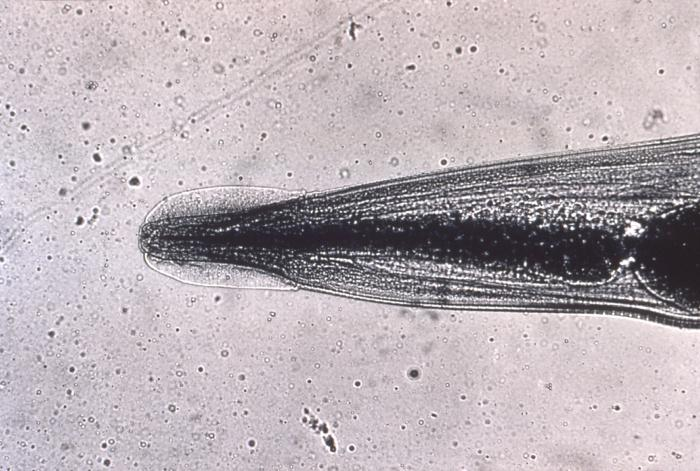
Microfotografía de la región encefálica de una lombriz Enterobius vermicularis.

Enterobius es un género de nematodos rabdítidos de la familia Oxyuridae, conocidos vulgarmente como oxiuros. La especie mejor conocida es el oxiuro humano (Enterobius vermicularis, antiguamente Oxyuris vermicularis), un parásito distribuido en todos las regiones del mundo y que provoca la infección conocida como enterobiasis u oxiuriasis (infección por oxiuros) en los humanos. El macho adulto del oxiuro mide entre 1 y 4 mm de longitud, mientras que la hembra adulta mide entre 8 y 13 mm y posee un largo extremo al final en forma de alfiler.
Otra especie, Enterobius gregorii, se ha descrito y reportado en Europa, África, y Asia. A todos los fines prácticos, la morfología, ciclo biológico, presentación clínica y tratamiento del E. gregorii es idéntica al del E. vermicularis.

## Biología
El oxiuro vive en el tramo final del intestino delgado y en el tramo inicial del colon. Después del apareamiento el macho muere, y la hembra emigra hacia el ano, donde emerge (normalmente durante la noche) para depositar entre 10.000 y 20.000 huevos en la zona que rodea el ano. Además, la hembra segrega una sustancia que provoca una fuerte sensación de picor, incitando a la víctima rascarse el ano y así transmitir algunos de los huevos a los dedos. Después, si accidentalmente los huevos son ingeridos, entonces eclosionan y las larvas crecen hasta alcanzar su madurez a los 30-45 días.

## Patología
A diferencia de muchos otros parásitos intestinales, el oxiuro no suele entrar en el torrente sanguíneo ni en ninguno de los otros órganos cercanos al intestino. Sólo raramente oxiuros desorientados pueden encontrarse en la vagina, y más raramente aún en el útero, las trompas de Falopio, el hígado o el peritoneo; aunque en estos lugares no pueden sobrevivir durante mucho tiempo. Excepto por el picor, normalmente no provocan ningún daño al cuerpo. Pueden presentarse perturbaciones del sueño a causa del picor o la sensación reptante.

## Ciclo biológico
Los huevos se depositan en los pliegues perianales (1). La auto-infección ocurre por transferencia de los huevos infecciosos a la boca mediante las manos luego de rascarse la zona perianal (2). El contagio persona a persona también puede ocurrir mediante la manipulación de ropa o sábanas contaminadas. La enterobiasis también se puede adquirir a través de superficies ambientales que estén contaminadas con huevos (ej.: cortinas, alfombras). Unos pocos huevos pueden propagarse por el aire y ser inhalados, al tragarlos siguen el mismo desarrollo que los ingeridos.
Luego de la ingestión de los huevos infecciosos, las larvas eclosionan en el intestino delgado (3) y los adultos se establecen en el colon (4). Entre la ingestión de los huevos infecciosos hasta la oviposición de las hembras adultas transcurre alrededor de un mes. El tiempo de vida de los adultos es de dos meses aproximadamente. Las hembras grávidas migran en horas nocturnas por fuera del ano y ovipositan mientras reptan sobre la piel de la zona perianal (5). En 4 a 6 horas -bajo condiciones óptimas- se desarrollan las larvas contenidas dentro de los huevos  (y el huevo se transforma en infeccioso) (6). Puede ocurrir retroinfección, es decir, la migración de larvas recién nacidas en la piel anal hacia dentro del recto, pero no se sabe con qué frecuencia esto sucede.

## Diagnóstico
Para diagnosticar la infección basta encontrar algún oxiuro hembra o muchos oxiuros salidos del ano o cercanos a él, o también puede hacerse mediante la prueba de la cinta adhesiva: Se usa un trozo de cinta adhesiva limpia para extraer una muestra de la zona anal, la cual se envía al laboratorio para ver si encuentran huevos de oxiuro en ella. La infestación de oxiuros se trata usando Mebendazol. 
Habitualmente es necesario hacer el tratamiento a toda la familia para curar la infestación.